# Cratere McAdie
McAdie è un cratere lunare di 41 km situato nella parte nord-occidentale della faccia nascosta della Luna.